# Shaun Maswanganyi
Phathutshedzo "Shaun" Maswanganyi, född 1 februari 2001 i Johannesburg, är en sydafrikansk friidrottare som tävlar i kortdistanslöpning.

## Karriär
Shaun Maswanganyi ingick i det sydafrikanska stafettlag på 4 x 100 meter som tog silver vid OS 2024.